# Departamento San Javier (Córdoba)

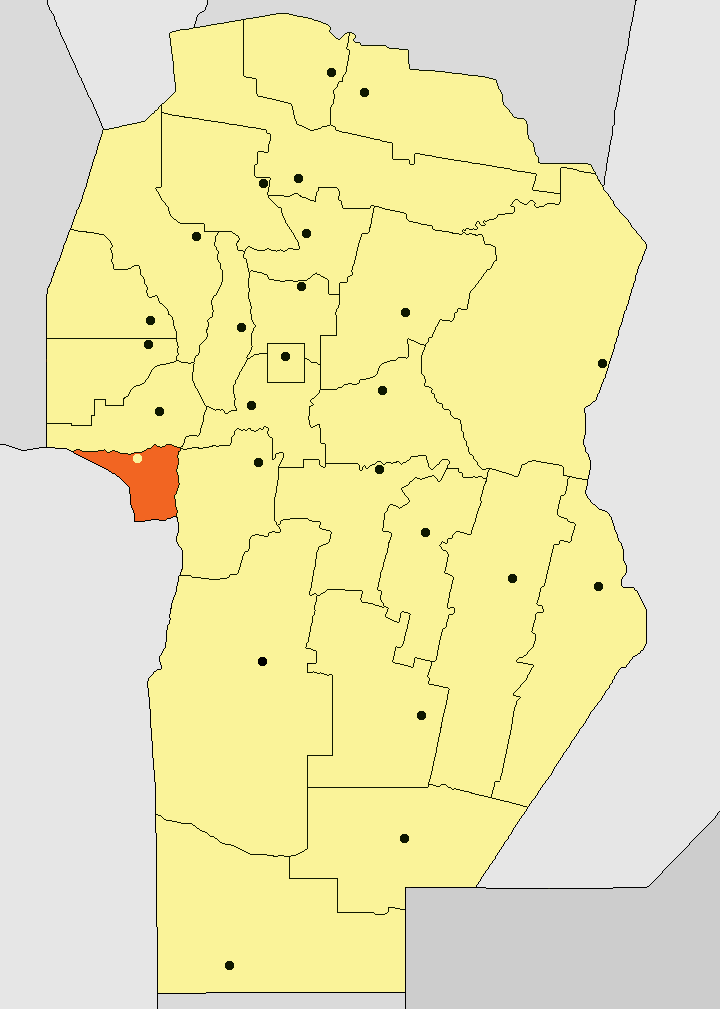
Lage des Departamento San Javier in der Provinz Córdoba

San Javier ist ein Departamento im westlichen Zentrum der zentralargentinischen Provinz Córdoba.
Insgesamt leben dort 63.377 Menschen auf 1544 km². Die Bevölkerungsdichte beträgt somit 41,1 Einwohner pro km². Die Hauptstadt des Departamento ist Villa Dolores. Die Stadt liegt 166 Kilometer von der Provinzhauptstadt entfernt.

## Städte und Dörfer
- Conlara
- La Paz
- La Población
- Las Tapias
- Los Cerrillos
- Los Hornillos
- Luyaba
- San Javier/Yacanto
- San José
- Villa de Las Rosas
- Villa Dolores[2]